# سازه‌های مقاوم در برابر زمین‌لرزه

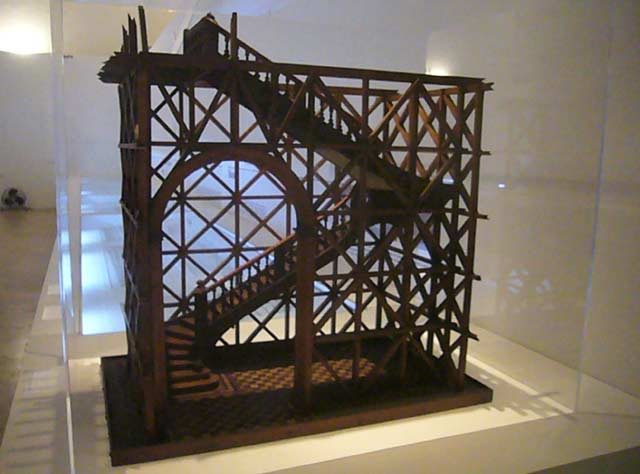
مدلی از Gaiola pombalina (قفس پومبالین)، یک سازهٔ چوبی معماری و مقاوم در برابر زمین‌لرزه که در سدهٔ هجدهم برای بازسازی مرکز شهر بایکسا (یا پومبالین) لیسبون در پرتغال پس از زمین‌لرزه ویرانگر لیسبون در سال ۱۷۵۵ ساخته شد.

هدف از سازه‌های مقاوم در برابر زمین‌لرزه (انگلیسی: Earthquake-resistant structures) در مهندسی زمین‌لرزه ایجاد سازه‌هایی است که تا حدودی یا بیشتر برای محافظت ساختمان‌ها در برابر زلزله طراحی شده‌اند. در حالی که هیچ سازه‌ای نمی‌تواند به‌طور کامل از آسیب ناشی از زمین‌لرزه‌ها مصون باشد، هدف از ساخت و سازهای مقاوم در برابر زمین‌لرزه، برپایی سازه‌هایی است که در طول فعالیت لرزه‌ای بهتر از نمونه‌های معمولی خود عمل کنند. برابر قوانین ساختمانی، سازه‌های مقاوم در برابر زمین‌لرزه برای مقاومت در برابر بزرگترین زلزله با احتمال معینی که احتمال وقوع آن در محل آنها وجود دارد، در نظر گرفته شده‌است. این بدان معناست که با جلوگیری از فروریختن ساختمان‌ها در زمین‌لرزه‌های نادر، تلفات جانی باید به حداقل برسد، در حالی که در زمین‌لرزه‌های معمولی، به از دست رفتن عملکرد بنا باید محدود شود (تلفاتی نداشته‌باشد).
برای مبارزه با تخریب زمین‌لرزه، تنها روشی که معماران باستان برای سازه‌های تاریخی شاخص خود در دسترس داشته‌اند این بوده که آن‌ها را با استحکامی بیشتری بسازند، اغلب با سفت و محکم ساختن بیش از حد آن‌ها.
در حال حاضر، چندین فلسفه طراحی در مهندسی زمین‌لرزه وجود دارد که از نتایج تجربی، شبیه‌سازی‌های کامپیوتری و مشاهدات زمین‌لرزه‌های گذشته برای ارائهٔ عملکرد مورد نیاز برای تهدید لرزه‌ای در محل مورد نظر استفاده می‌شود. این موارد از اندازهٔ مناسب سازه برای مقاومت و انعطاف‌پذیری کافی برای پابرجا ماندن در برابر لرزش با آسیب قابل پذیرش تا تجهیز آن به ایزولاسیون پایه یا استفاده از فناوری‌های کنترل لرزش سازه برای به حداقل رساندن هرگونه نیرو و تغییر شکل متغیر است.